# Diócesis de Tambacounda
La diócesis de Tambacounda (en latín: Dioecesis Tambacundana y en francés: Diocèse de Tambacounda) es una circunscripción eclesiástica de la Iglesia católica en Senegal. Se trata de una diócesis latina, sufragánea de la arquidiócesis de Dakar. Desde el 4 de noviembre de 2021 su obispo es Paul Abel Mamba.

## Territorio y organización
La diócesis tiene 59 602 km² y extiende su jurisdicción sobre los fieles católicos de rito latino residentes en parte de la región de Tambacounda, comprendiendo los departamentos de Bakel, Goudiry y la mayor parte del de Tambacounda.
La sede de la diócesis se encuentra en la ciudad de Tambacounda, en donde se halla la Catedral de María Reina del Universo.
En 2022 en la diócesis existían 9 parroquias.

## Historia
La prefectura apostólica de Tambacounda fue erigida el 13 de agosto de 1970 mediante la bula Universae Christianorum del papa Pablo VI, obteniendo el territorio de las diócesis de Kaolack y de Saint-Louis de Senegal.
El 17 de abril de 1989 la prefectura apostólica fue elevada a diócesis mediante la bula Permagno cum gaudio del papa Juan Pablo II.

## Estadísticas
Según el Anuario Pontificio 2023 la diócesis tenía a fines de 2022 un total de 15 099 fieles bautizados.
| Año                                                                             | Población            | Población | Población      | Sacerdotes | Sacerdotes    | Sacerdotes    | Bautizados por sacerdote | Diáconos permanentes | Religiosos | Religiosos | Parroquias |
| Año                                                                             | Bautizados católicos | Total     | % de católicos | Total      | Clero secular | Clero regular | Bautizados por sacerdote | Diáconos permanentes | Varones    | Mujeres    | Parroquias |
| ------------------------------------------------------------------------------- | -------------------- | --------- | -------------- | ---------- | ------------- | ------------- | ------------------------ | -------------------- | ---------- | ---------- | ---------- |
| 1980                                                                            | 1713                 | 295 000   | 0.6            | 7          |               | 7             | 244                      |                      | 15         | 17         | 3          |
| 1990                                                                            | 5720                 | 394 000   | 1.5            | 21         | 4             | 17            | 272                      |                      | 27         | 24         | 10         |
| 1999                                                                            | 6245                 | 409 000   | 1.5            | 24         | 14            | 10            | 260                      |                      | 15         | 34         | 13         |
| 2000                                                                            | 6528                 | 409 000   | 1.6            | 24         | 14            | 10            | 272                      |                      | 13         | 33         | 9          |
| 2001                                                                            | 7083                 | 409 000   | 1.7            | 25         | 16            | 9             | 283                      |                      | 11         | 37         | 9          |
| 2002                                                                            | 7228                 | 409 000   | 1.8            | 22         | 14            | 8             | 328                      |                      | 10         | 35         | 9          |
| 2003                                                                            | 7479                 | 409 000   | 1.8            | 23         | 13            | 10            | 325                      |                      | 14         | 41         | 10         |
| 2004                                                                            | 7500                 | 409 000   | 1.8            | 21         | 13            | 8             | 357                      |                      | 11         | 37         | 10         |
| 2010                                                                            | 12 106               | 560 000   | 2.2            | 22         | 15            | 7             | 550                      |                      | 14         | 41         | 10         |
| 2014                                                                            | 12 956               | 623 000   | 2.1            | 24         | 16            | 8             | 539                      |                      | 33         | 13         | 9          |
| 2017                                                                            | 13 750               | 884 360   | 1.6            | 28         | 18            | 10            | 491                      |                      | 12         | 29         | 10         |
| 2020                                                                            | 14 584               | 1 025 793 | 1.4            | 25         | 18            | 7             | 583                      |                      | 8          | 26         | 9          |
| 2022                                                                            | 15 099               | 1 101 023 | 1.4            | 25         | 18            | 7             | 603                      |                      | 7          | 28         | 9          |
| Fuente: Catholic-Hierarchy, que a su vez toma los datos del Anuario Pontificio. |                      |           |                |            |               |               |                          |                      |            |            |            |

## Episcopologio
- Clément Cailleau, C.S.Sp. † (13 de agosto de 1970-24 de abril de 1986 renunció)
  - Sede vacante (1986-1989)
- Jean-Noël Diouf (17 de abril de 1989-5 de agosto de 2017 renunció)
  - Sede vacante (2017-2021)[nota 1]
- Paul Abel Mamba, desde el 4 de noviembre de 2021